# 元志
元 志（げん し、生年不詳 - 524年）は、北魏の皇族。字は猛略。

## 経歴
武川鎮将の拓跋蘭（拓跋斉の子）の子として生まれた。若い頃から広く書物を読み、文才があった。洛陽県令となり、御史中尉の李彪と道の通行を争って、ともに入朝すると、孝文帝の前で理非を述べた。馮昭儀（後の孝文幽皇后）の弟の馮俊興が権勢をたのんで横暴をふるったため、元志はかれを収監して処刑した。このため太尉主簿に左遷された。まもなく従事中郎となった。
孝文帝の南征のおり、帝が微服で観戦していたところ、一本の矢が帝の身に向けられた。元志が身をもってかばったため、帝は危難を免れた。矢は元志の目に当たって、片眼を失明した。元志は行恒州事として赴任した。宣武帝のとき、荊州刺史に任じられた。御史中尉の王顕に人身売買の罪を告発されたが、赦免された。516年（熙平元年）、荊沔都督として南朝梁の軍を破り、南朝梁の恒農郡太守の王世定らを斬った。廷尉卿を兼ねた。後に揚州刺史に任じられ、建忠伯の爵位を受けた。まもなく雍州刺史に転出した。
晩年の元志は声伎を好み、揚州において百人近くを侍らせ、持ち物や服装も珍美なものが多かった。雍州に赴任すると、奢侈はますます激しくなり、その統治も収奪がひどく、名誉を損なった。
524年（正光5年）、莫折念生の乱が起こると、元志は西征都督に任じられて反乱討伐にあたった。莫折念生の弟の莫折天生が隴口に駐屯して、元志と対峙した。元志は敗れて軍隊を放棄し岐州に逃げ帰った。反乱軍は岐州城を攻撃した。岐州刺史の裴芬之（裴叔業の子）は城民が反乱側と通じていると疑い、城を出ようとしたが、元志は聞き入れなかった。城民は開門して反乱軍を引き入れ、元志と裴芬之を拘束して莫折念生のもとに送った。元志は裴芬之とともに殺害された。531年（普泰元年）、尚書僕射・太保の位を追贈された。

## 伝記資料
- 『魏書』巻14 列伝第2
- 『北史』巻15 列伝第3